# Église de l'Assomption de Théligny
Pour les articles homonymes, voir Église de l'Assomption.
L'église de l'Assomption est une église catholique située à Théligny, en France.

## Localisation
L'église est située dans le département français de la Sarthe, dans le bourg de Théligny.

## Historique
L'édifice est inscrit au titre des monuments historiques depuis le 4 décembre 1925.